# 索特卡莫

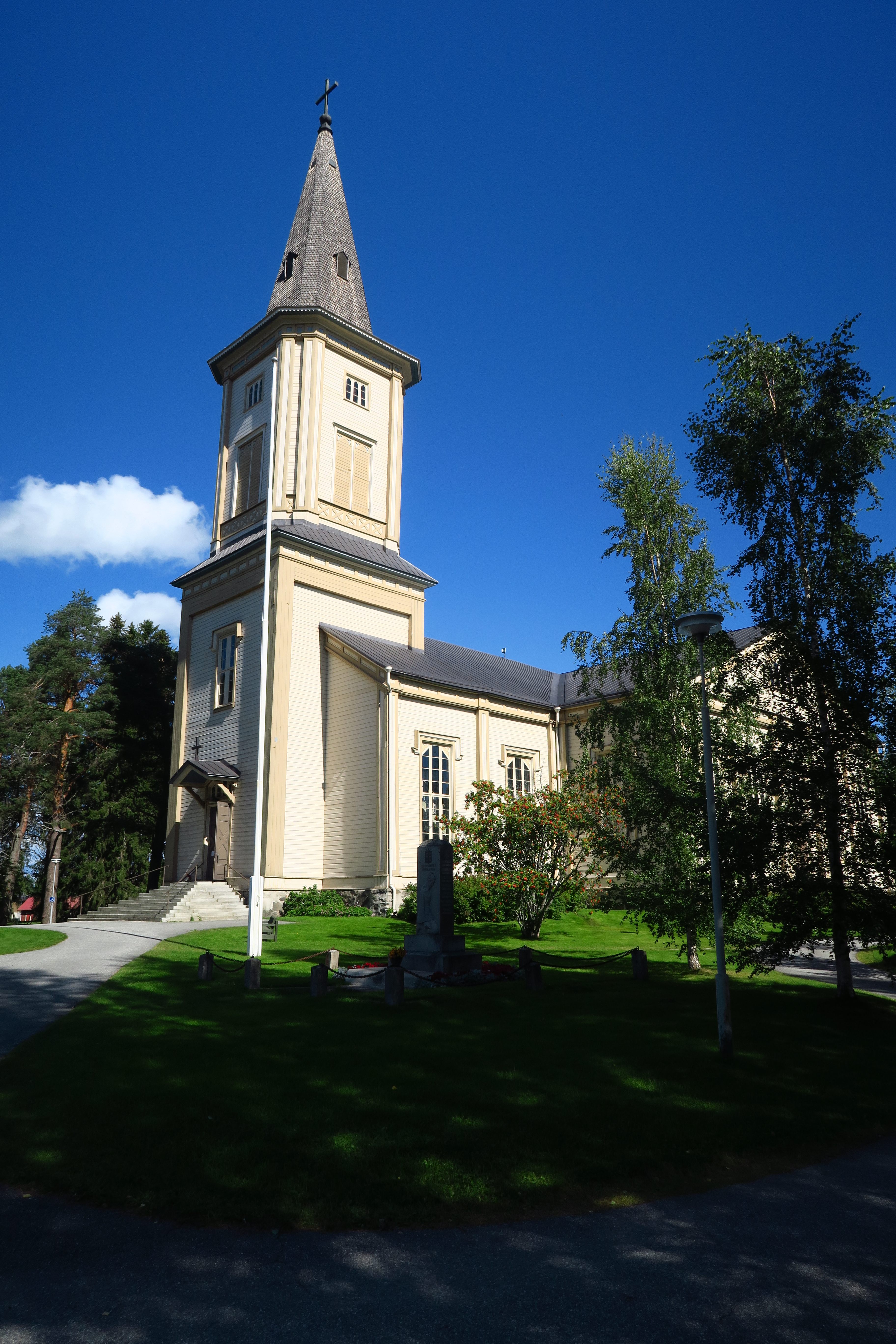
索特卡莫教堂

索特卡莫（芬蘭語：Sotkamo）是芬蘭的市鎮，位於該國東部，距離首都赫爾辛基約500公里，在凱努區内，面積2,952平方公里，2013年人口10,694，人口密度為每平方公里4.04人。

## 外部連結
- 索特卡莫市镇官方网站 （页面存档备份，存于） （文）